# Arria

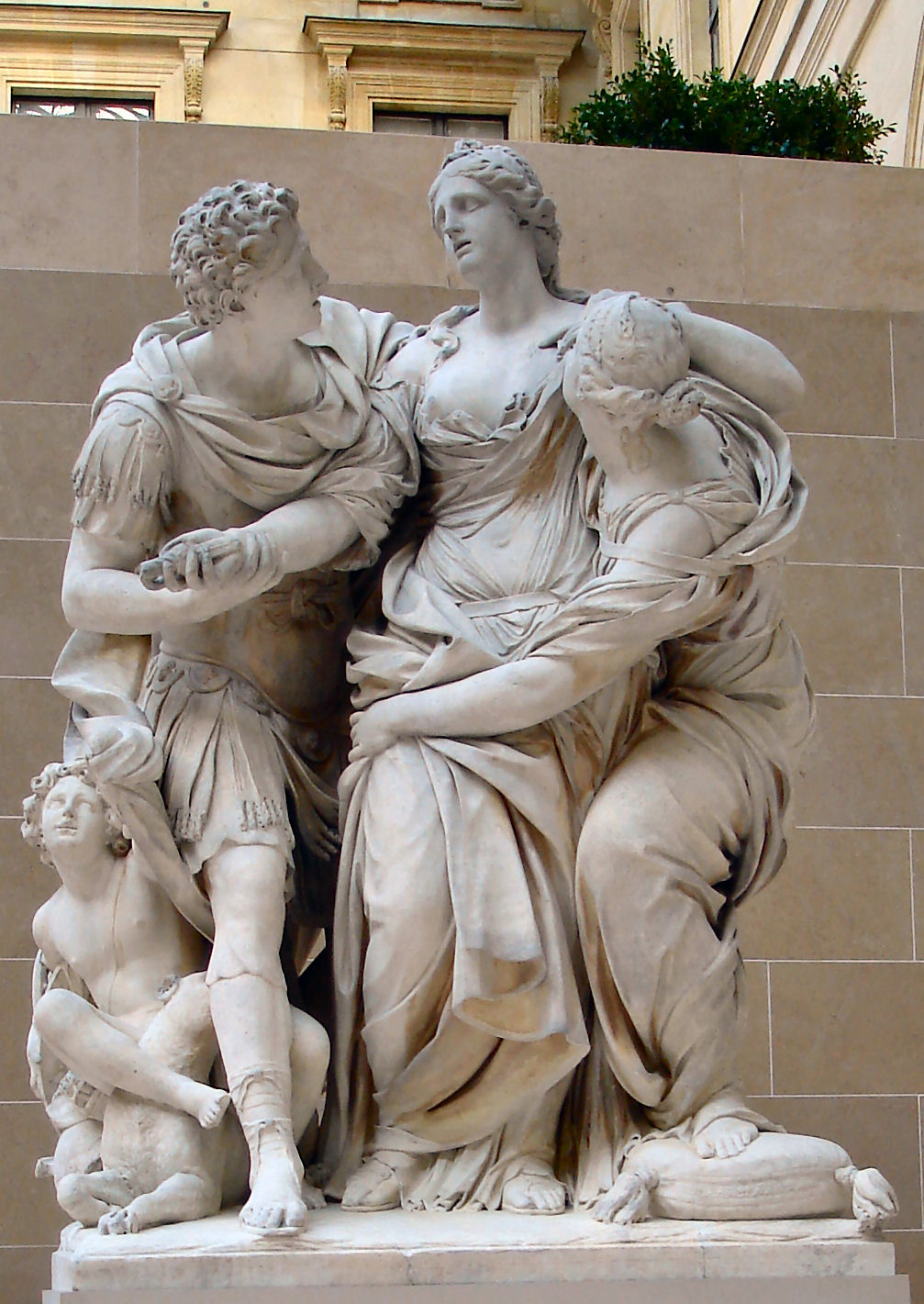
Arria și Paetus, sculptură de Pierre Lepautre și Jean-Baptiste Théodon, muzeul Luvru

Arria sau Arria cea Mare (în latină Arria Maior) a fost o patriciană a Romei antice rămasă celebră pentru actul ei de eroism. Soțul ei, Caecina Paetus, care a participat la un complot nereușit împotriva împăratului Claudius, a fost condamnat de acesta la sinucidere, dar a ezitat să execute ordinul imperial; pentru a-l încuraja să facă față inevitabilului, Arria i-a smuls pumnalul din mână și l-a înfipt în propria inimă, apoi i l-a restituit soțului, spunându-i cu ultima suflare: „Paete, nu doare!” (în latină Paete, non dolet!). Vitejia Arriei este relatată în scrierile lui Plinius cel Tânăr.